# Garry Ayre
Garry Ayre (* 12. Oktober 1953 in Vancouver) ist ein ehemaliger kanadischer Fußballspieler. 2005 wurde der 15-fache Nationalspieler und Olympiateilnehmer von 1976 in die Canadian Soccer Hall of Fame aufgenommen.

## Vereinskarriere
Ayre, der 1970 einige Zeit bei den englischen Klubs Hull City und Oxford United verbrachte, spielte in Kanada zunächst für die New Westminster Blues. 1977 unterzeichnete er bei den Vancouver Whitecaps einen Profivertrag in der North American Soccer League (NASL). Nach 38 Einsätzen für Vancouver wurde er 1978 an New York Cosmos abgegeben, wo er an der Seite von Stars wie Carlos Alberto, Franz Beckenbauer und Giorgio Chinaglia den Soccer Bowl 1978 gewann und nach Saisonende an den Tourneen nach Europa und Südamerika teilnahm. Von 1979 bis 1980 spielte der häufig als Sonderbewacher des gegnerischen Spielmachers eingesetzte Ayre noch für die Portland Timbers in der NASL, begann aber gleichzeitig auch mit Hallenfußball in der Major Indoor Soccer League (MISL) bei den Wichita Wings. 1981 musste er als Spieler des MISL-Teams Baltimore Blast seine Karriere wegen einer Knieverletzung beenden.

## Nationalmannschaft
Ayre debütierte im Oktober 1973 in einem Freundschaftsspiel gegen Luxemburg in der kanadischen A-Nationalmannschaft. Neben sieben weiteren Freundschaftsspielen (und einigen inoffiziellen Spielen) absolvierte der Verteidiger auch sieben Partien im Rahmen der Qualifikation zur Weltmeisterschaft 1978.
1975 nahm Ayre mit der kanadischen Olympiaauswahl an den Pan American Games in Mexiko teil, nach einem Platzverweis im zweiten Vorrundenspiel gegen Argentinien, kam er in der Zwischenrunde nicht mehr zum Einsatz. Ein Jahr später gehörte er zum kanadischen Aufgebot für das olympische Fußballturnier 1976 und kam beim Vorrundenaus in beiden Partien gegen die Sowjetunion und Nordkorea zum Einsatz.